# 劳德代尔堡
勞德代爾堡（英語：Fort Lauderdale，/ˈlɔːdərdeɪl/ LAW-dər-dayl）是一座位於美国佛罗里达州布洛瓦郡的城市，也是該縣的縣府所在地，以及迈阿密都會區的一部分。因為有著綿密的運河系統，羅德岱堡有著“美国威尼斯”的暱稱。在2004年美國人口普查局的預估中，該市的總人口為164,578人；羅德岱堡在2005年時合併了許多鄰近無建制地區，而讓人口達到187,160人。有时它也被稱為“Ft. Liquordale（酒谷堡）”，因為該市有許多酒吧和俱樂部，派對氣氛很濃厚。它一度因大量的春假活動而廣為人知，但是1980年代的居民申訴和更嚴格的執法使勞德代爾堡的春假高潮降低到較合適的水準。

## 历史
后来建立劳德代尔堡市的地区由德贵斯塔印第安人居住了两千多年。16世纪与西班牙探险家的接触对德贵斯塔来说是灾难性的，因为欧洲人带来了天花等疾病，而当地居民对此没有抵抗力。对于德贵斯塔部落来说，疾病，再加上与卡鲁萨部落的持续冲突，在接下来的两个世纪里导致他们的急速衰弱。到1763年，佛罗里达州只剩下德贵斯塔人，当西班牙根据结束七年战争的《巴黎条约》于1763年将佛罗里达州割让给英国时，他们中的大多数人被驱散到古巴。尽管西班牙、英国、美国和美利坚联盟国对该地区的控制权不断易手，但直到20世纪，该地区基本上仍未开发。
劳德代尔堡地区在20世纪之前被称为“新河定居点”。19世纪30年代，约有70名定居者居住在新河沿岸。当地太平绅士威廉·库利是一名农民和毁船抢劫者，与塞米诺尔印第安人进行贸易。1836年1月6日，当库利领导打捞一艘失事船只时，一群塞米诺尔人袭击了他的农场，杀害了他的妻子和孩子，以及孩子们的导师。定居点的其他农场没有受到袭击，但该地区的所有白人居民都放弃了定居点，先逃到比斯坎岛的佛罗里达角灯塔，然后逃到基韦斯特。
美国第一个名为劳德代尔堡的堡垒建于1838年，随后成为第二次塞米诺尔战争期间的战斗地点。1842年，战争结束后，这座堡垒被废弃，直到19世纪90年代，该地区几乎无人居住。直到弗兰克·斯特拉纳汉于1893年抵达该地区，经营一艘横跨新河的渡轮，以及佛罗里达州东海岸铁路于1896年形成一条穿过该地区的路线，才开始了有组织的开发。该市于1911年成立，1915年被指定为新成立的布劳沃德县的县治。
劳德代尔堡的第一次大规模开发始于20世纪20年代，当时佛罗里达州土地繁荣。1926年的迈阿密大飓风和20世纪30年代的大萧条造成了巨大的经济混乱。1935年7月，一名名叫鲁宾·斯泰西的非裔美国男子被指控持刀抢劫一名白人妇女。当警察被暴徒赶出马路时，他被捕并被送往迈阿密监狱。一群100名白人男子将斯泰西吊死在他涉嫌抢劫现场附近的一棵树上。他的身体被大约20颗子弹打得千疮百孔。随后，纳粹德国的媒体利用这起谋杀案来诋毁美国对其迫害犹太人、共产主义者和天主教徒的批评。
第二次世界大战开始时，劳德代尔堡成为美国的一个主要基地，有一个海军航空站来培训飞行员、雷达操作员和火控操作员。大沼泽地港口的海岸警卫队基地也已建立。
直到1961年7月，劳德代尔堡海滩只允许白人进入。布劳沃德县直到1954年才有非裔美国人的海滩，当时被称为“有色海滩”，即今天的冯·D·米泽尔·尤拉·约翰逊博士州立公园，在达尼亚滩开放；然而，直到1965年，才修建了通往当地的道路。1961年7月4日，非裔美国人在禁止进入的海滩上发起了一系列涉水抗议活动，抗议“该县未能修建一条通往黑人海滩的道路”。1962年7月11日，泰德·卡博特的判决违反了该市对公共海滩的种族隔离政策，布劳沃德县的海滩于1962年被废除种族隔离。
如今，劳德代尔堡是一个主要的游艇中心，是美国最大的旅游目的地之一，也是拥有180万人口的大都市的中心。

## 地理

### 位置
根据美国人口普查局的数据，该市总面积为38.6平方英里（99.9平方公里），其中34.7平方英里（90.0平方公里）为陆地，3.8平方英里（9.9平方公里，9.87%）为水域。劳德代尔堡以其广泛的运河网络而闻名；城市范围内有165英里（266公里）的水道。
劳德代尔堡市毗邻大西洋，拥有7英里（11公里）的海滩，与其他城市接壤：滨海劳德代尔、澄碧湖（东）、好莱坞、达尼亚滩（南）、戴维（西南）、普兰泰申、劳德希尔、劳德代尔湖（西）、北劳德代尔、奥克兰公园、塔玛拉克（西北）、威尔顿庄园、庞帕诺比奇（北）。

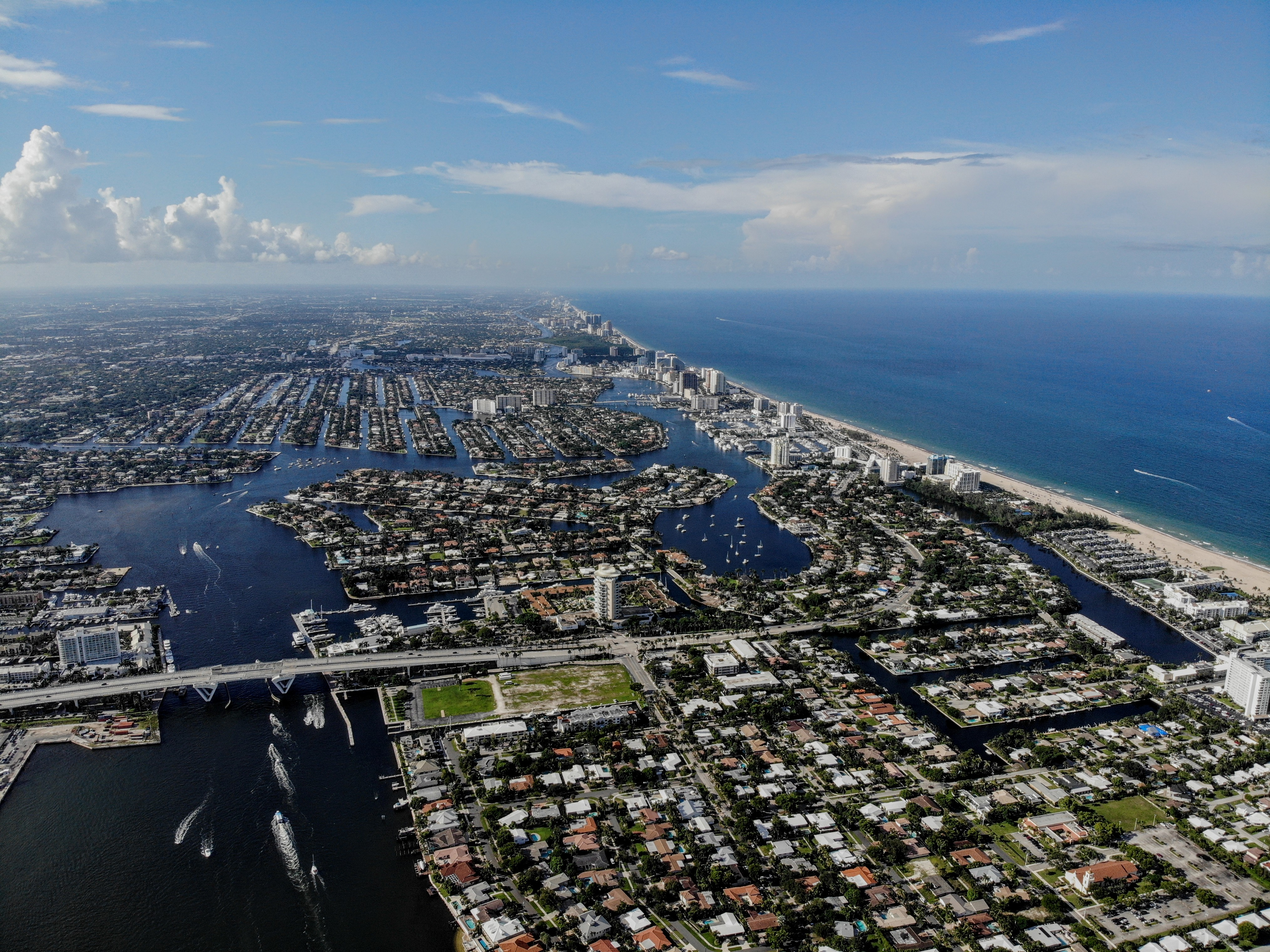
空中俯瞰劳德代尔

劳德代尔堡的西北部与城市的其余部分是分开的，只有赛普拉斯溪运河在I-95下流动时相连。劳德代尔堡的这一部分在其南侧与塔玛拉克市和奥克兰公园市接壤。奥克兰公园在其东北部的西侧与劳德代尔堡接壤。南部劳德代尔堡的大部分地区与威尔顿庄园接壤。
劳德代尔堡海岸外是奥斯本礁，这是一个由废弃轮胎制成的人工礁，已被证明是一场生态灾难。倾倒始于20世纪60年代，目的是为鱼类提供栖息地，同时处理陆地上的垃圾。然而，在海洋的崎岖和腐蚀性环境中，用于固定轮胎的尼龙带磨损，电缆生锈，轮胎断裂。轮胎挣脱束缚后构成了特别的威胁。然后，轮胎向岸边移动，撞上了一个活的珊瑚礁区，被冲上斜坡，杀死了沿途的许多生物。近年来，数千个轮胎也被冲上了附近的海滩，尤其是在飓风期间。当地政府正在与美国陆军、海军和海岸警卫队合作，拆除70万个轮胎。

### 社区
劳德代尔堡有一个指定和识别社区的计划。根据邻里组织认可计划，60多个不同的社区获得了该市的官方认可。另外还有25-30个社区没有得到官方认可，尽管该市的社区地图也显示了这些社区。

### 气候
根据柯本气候分类，劳德代尔堡属于热带雨林气候（分类：Af）。虽然该市没有完全的旱季，但大部分季节性降雨发生在5月至10月之间。冬季通常干燥晴朗，干旱在某些年份可能是一个问题。
劳德代尔堡位于美国农业部海岸附近的10b至11a耐寒区。
雨季从5月持续到10月，天气通常炎热、潮湿，平均高温为86-90°F（30-32°C），低温为73-78°F（23-26°C）。在此期间，超过一半的夏季可能会在下午或晚上出现短暂的雷暴，伴有闪电和强降雨。2009年6月22日和1944年8月4日记录了100°F（38°C）的创纪录高温。
旱季通常在11月的某个时候到来，持续到4月初到中旬。季节性天气通常温暖、干燥、阳光明媚。旱季的平均高温为75-83°F（24-28°C），低温为60-70°F（16-21°C）。在极少数情况下，冷锋可能会一直向南到达劳德代尔堡，该市将在一两天内出现60°F（16-21°C）的高温和40°F（4-10°C）的低温。罕见的霜冻每隔几十年发生一次，在有记录的历史中，只有一次在1977年1月19日报告了空气中的小雪。在旱季（冬季），灌木丛火灾可能是多年来的一个问题。
年平均降水量为60.95英寸（1550毫米），其中大部分发生在5月至10月的雨季。然而，降雨发生在所有月份，即使是在11月至4月的干燥月份，例如2023年4月的山洪爆发期间，半天内降雨量约为两英尺。劳德代尔堡每年平均降水131天。飓风季节在6月1日至11月30日之间，主要飓风最有可能在9月和10月影响该市或该州。最近直接影响该市的风暴是2017年的飓风艾玛，此外还有2005年袭击该市的卡特里娜飓风和飓风威尔玛。其他直接袭击包括1964年的飓风克利奥、1950年的飓风金和1947年的劳德代尔堡飓风。2023年4月12日，劳德代尔堡的降雨量为25.91英寸（658毫米），导致历史性的洪水和劳德代尔堡-好莱坞国际机场的临时关闭。
| 佛罗里达州劳德代尔堡-好莱坞国际机场（1991–2020年正常值，1912年至今极端数据） | 佛罗里达州劳德代尔堡-好莱坞国际机场（1991–2020年正常值，1912年至今极端数据） | 佛罗里达州劳德代尔堡-好莱坞国际机场（1991–2020年正常值，1912年至今极端数据） | 佛罗里达州劳德代尔堡-好莱坞国际机场（1991–2020年正常值，1912年至今极端数据） | 佛罗里达州劳德代尔堡-好莱坞国际机场（1991–2020年正常值，1912年至今极端数据） | 佛罗里达州劳德代尔堡-好莱坞国际机场（1991–2020年正常值，1912年至今极端数据） | 佛罗里达州劳德代尔堡-好莱坞国际机场（1991–2020年正常值，1912年至今极端数据） | 佛罗里达州劳德代尔堡-好莱坞国际机场（1991–2020年正常值，1912年至今极端数据） | 佛罗里达州劳德代尔堡-好莱坞国际机场（1991–2020年正常值，1912年至今极端数据） | 佛罗里达州劳德代尔堡-好莱坞国际机场（1991–2020年正常值，1912年至今极端数据） | 佛罗里达州劳德代尔堡-好莱坞国际机场（1991–2020年正常值，1912年至今极端数据） | 佛罗里达州劳德代尔堡-好莱坞国际机场（1991–2020年正常值，1912年至今极端数据） | 佛罗里达州劳德代尔堡-好莱坞国际机场（1991–2020年正常值，1912年至今极端数据） | 佛罗里达州劳德代尔堡-好莱坞国际机场（1991–2020年正常值，1912年至今极端数据） |
| 月份                                                                         | 1月                                                                          | 2月                                                                          | 3月                                                                          | 4月                                                                          | 5月                                                                          | 6月                                                                          | 7月                                                                          | 8月                                                                          | 9月                                                                          | 10月                                                                         | 11月                                                                         | 12月                                                                         | 全年                                                                         |
| ---------------------------------------------------------------------------- | ---------------------------------------------------------------------------- | ---------------------------------------------------------------------------- | ---------------------------------------------------------------------------- | ---------------------------------------------------------------------------- | ---------------------------------------------------------------------------- | ---------------------------------------------------------------------------- | ---------------------------------------------------------------------------- | ---------------------------------------------------------------------------- | ---------------------------------------------------------------------------- | ---------------------------------------------------------------------------- | ---------------------------------------------------------------------------- | ---------------------------------------------------------------------------- | ---------------------------------------------------------------------------- |
| 历史最高温 °C（°F）                                                          | 33 (92)                                                                      | 34 (94)                                                                      | 34 (94)                                                                      | 36 (96)                                                                      | 36 (97)                                                                      | 38 (100)                                                                     | 37 (99)                                                                      | 38 (100)                                                                     | 37 (99)                                                                      | 35 (95)                                                                      | 33 (91)                                                                      | 32 (90)                                                                      | 38 (100)                                                                     |
| 平均最高温 °C（°F）                                                          | 28.8 (83.8)                                                                  | 29.8 (85.7)                                                                  | 31.3 (88.4)                                                                  | 32.3 (90.2)                                                                  | 33.2 (91.7)                                                                  | 34.2 (93.6)                                                                  | 34.4 (94.0)                                                                  | 34.2 (93.6)                                                                  | 33.7 (92.6)                                                                  | 32.6 (90.7)                                                                  | 30.2 (86.4)                                                                  | 29.2 (84.6)                                                                  | 35.0 (95.0)                                                                  |
| 平均高温 °C（°F）                                                            | 24.2 (75.6)                                                                  | 25.2 (77.4)                                                                  | 26.5 (79.7)                                                                  | 28.3 (82.9)                                                                  | 29.9 (85.8)                                                                  | 31.3 (88.4)                                                                  | 32.2 (90.0)                                                                  | 32.2 (90.0)                                                                  | 31.3 (88.3)                                                                  | 29.7 (85.4)                                                                  | 27.1 (80.8)                                                                  | 25.4 (77.7)                                                                  | 28.6 (83.5)                                                                  |
| 平均低温 °C（°F）                                                            | 16.1 (60.9)                                                                  | 17.4 (63.3)                                                                  | 18.7 (65.6)                                                                  | 21.1 (69.9)                                                                  | 23.1 (73.5)                                                                  | 24.8 (76.6)                                                                  | 25.3 (77.6)                                                                  | 25.5 (77.9)                                                                  | 25.1 (77.1)                                                                  | 23.6 (74.4)                                                                  | 20.2 (68.3)                                                                  | 18.2 (64.7)                                                                  | 21.6 (70.8)                                                                  |
| 平均最低温 °C（°F）                                                          | 6.2 (43.1)                                                                   | 8.3 (47.0)                                                                   | 10.4 (50.8)                                                                  | 14.6 (58.3)                                                                  | 18.8 (65.8)                                                                  | 21.7 (71.0)                                                                  | 22.4 (72.3)                                                                  | 22.6 (72.6)                                                                  | 22.4 (72.3)                                                                  | 17.7 (63.8)                                                                  | 12.4 (54.3)                                                                  | 8.9 (48.1)                                                                   | 4.8 (40.7)                                                                   |
| 历史最低温 °C（°F）                                                          | −2 (28)                                                                      | −2 (28)                                                                      | 0 (32)                                                                       | 4 (40)                                                                       | 9 (49)                                                                       | 14 (57)                                                                      | 18 (64)                                                                      | 19 (66)                                                                      | 16 (61)                                                                      | 8 (46)                                                                       | 2 (35)                                                                       | −2 (29)                                                                      | −2 (28)                                                                      |
| 平均降雨量 mm（）                                                            | 74 (2.90)                                                                    | 60 (2.38)                                                                    | 60 (2.38)                                                                    | 77 (3.02)                                                                    | 141 (5.56)                                                                   | 243 (9.55)                                                                   | 137 (5.41)                                                                   | 200 (7.89)                                                                   | 204 (8.02)                                                                   | 187 (7.37)                                                                   | 94 (3.69)                                                                    | 71 (2.78)                                                                    | 1,548 (60.95)                                                                |
| 平均降雨天数（≥ 0.01 in）                                                    | 7.0                                                                          | 5.9                                                                          | 6.3                                                                          | 6.6                                                                          | 10.4                                                                         | 16.0                                                                         | 15.7                                                                         | 17.0                                                                         | 16.1                                                                         | 12.2                                                                         | 9.6                                                                          | 8.4                                                                          | 131.2                                                                        |
| 来源：NOAA                                                                   |                                                                              |                                                                              |                                                                              |                                                                              |                                                                              |                                                                              |                                                                              |                                                                              |                                                                              |                                                                              |                                                                              |                                                                              |                                                                              |

## 人口
劳德代尔堡是迈阿密大都市区的第二大城市，也是布劳沃德县最大的城市，拥有该县近十分之一的人口。在二十世纪的前七十年里，它的人口迅速增长，从1900年的91人增加到1970年的139,590人。在此之后，它经历了一段缓慢增长的时期。在20世纪70年代，该市的人口仅增长了10.2%，到1980年为153,279人。
此时开始了劳德代尔堡市的一段停滞期，尽管都会区和县的人口仍在继续增长。20世纪80年代，该市的人口首次萎缩，到1990年的人口普查，劳德代尔堡的居民人数降至15万以下。接下来的十年略有反弹，但到2000年人口普查时，该市的人口为152,397人，仍低于1980年的峰值。
在21世纪，人口显著增长。根据2010年的人口普查，该市的人口已达到165,521人，其人口在过去十年中增长了8.6%。到2020年的人口普查，该市的人口已达到182,760人，人口在过去十年中增长了10.4%。
| 族裔             | 比例  |
| ---------------- | ----- |
| 白人（非拉丁裔） | 47.5% |
| 拉丁裔           | 19.2% |
| 非洲裔           | 27.1% |
| 亚太裔           | 2.0%  |
| 美国原住民       | 0.2%  |
| 其他（非拉丁裔） | 0.7%  |
| 混血（非拉丁裔） | 3.3%  |

截至2010年，（非西班牙裔白人）欧洲血统的人占劳德代尔堡人口的52.5%。在52.5%的人中，10.3%是爱尔兰人，10.1%是德国人，8.1%是意大利人，7.1%是英格兰人，3.0%是波兰人，2.1%是法国人，1.9%是俄罗斯人，1.7%是苏格兰人，1.2%是苏格兰-爱尔兰人，1.0%是荷兰人，1.0%是瑞典人，0.6%是希腊人，0.6%是匈牙利人，0.5%是挪威人，以及0.5%是法裔加拿大人。
截至2010年，非洲裔占劳德代尔堡人口的31.0%，其中包括非裔美国人。在31.0%的人中，10.0%是西印度人或非裔加勒比裔美国人（6.4%是海地人，2.5%是牙买加人，0.4%是巴哈马人，0.2%是其他或未指明的西印度人，0.2%是英属西印度群岛人，0.1%是特立尼达和多巴哥人，0.1%是巴巴多斯人），0.6%是拉丁裔黑人，0.5%是撒哈拉以南非洲人。
截至2010年，西班牙裔或拉丁裔占劳德代尔堡人口的13.7%。在13.7%的人口中，古巴人占2.5%，波多黎各人占2.3%，墨西哥人占1.7%，哥伦比亚人占1.1%，危地马拉人占0.9%，萨尔瓦多人占0.8%，洪都拉斯人占0.6%，秘鲁人占0.6%。
截至2010年，亚裔占劳德代尔堡人口的1.5%。在1.5%的人口中，0.4%是印度人，0.3%是菲律宾人，0.3%是其他亚洲人，0.2%是中国人，0.1%是越南人，0.1%是日本人，0.1%是韩国人。
截至2010年，0.6%的人有阿拉伯血统。
2010年，7.1%的人口认为自己只有美国血统（无论种族或民族）。
2000年，劳德代尔堡的海地居民比例在美国排名第26位，占该市人口的6.9%，古巴居民比例排名第127位，占全市居民的1.7%。
这座城市，以及邻近的小城市奥克兰公园和威尔顿庄园，以其庞大的LGBT社区而闻名，是男女同性恋比例最高的城市之一，男同性恋者的比例更高。这座城市也被称为同性恋者的热门度假胜地，有许多LGBT或LGBT友好的酒店和宾馆。劳德代尔堡拥有石墙图书与档案馆，在邻近的威尔顿庄园，除了世界艾滋病博物馆和教育中心外，还有一个大型LGBT社区中心——骄傲中心。劳德代尔堡现任市长迪恩·特兰泰利斯是第一位担任这一职务的公开同性恋者。

## 经济

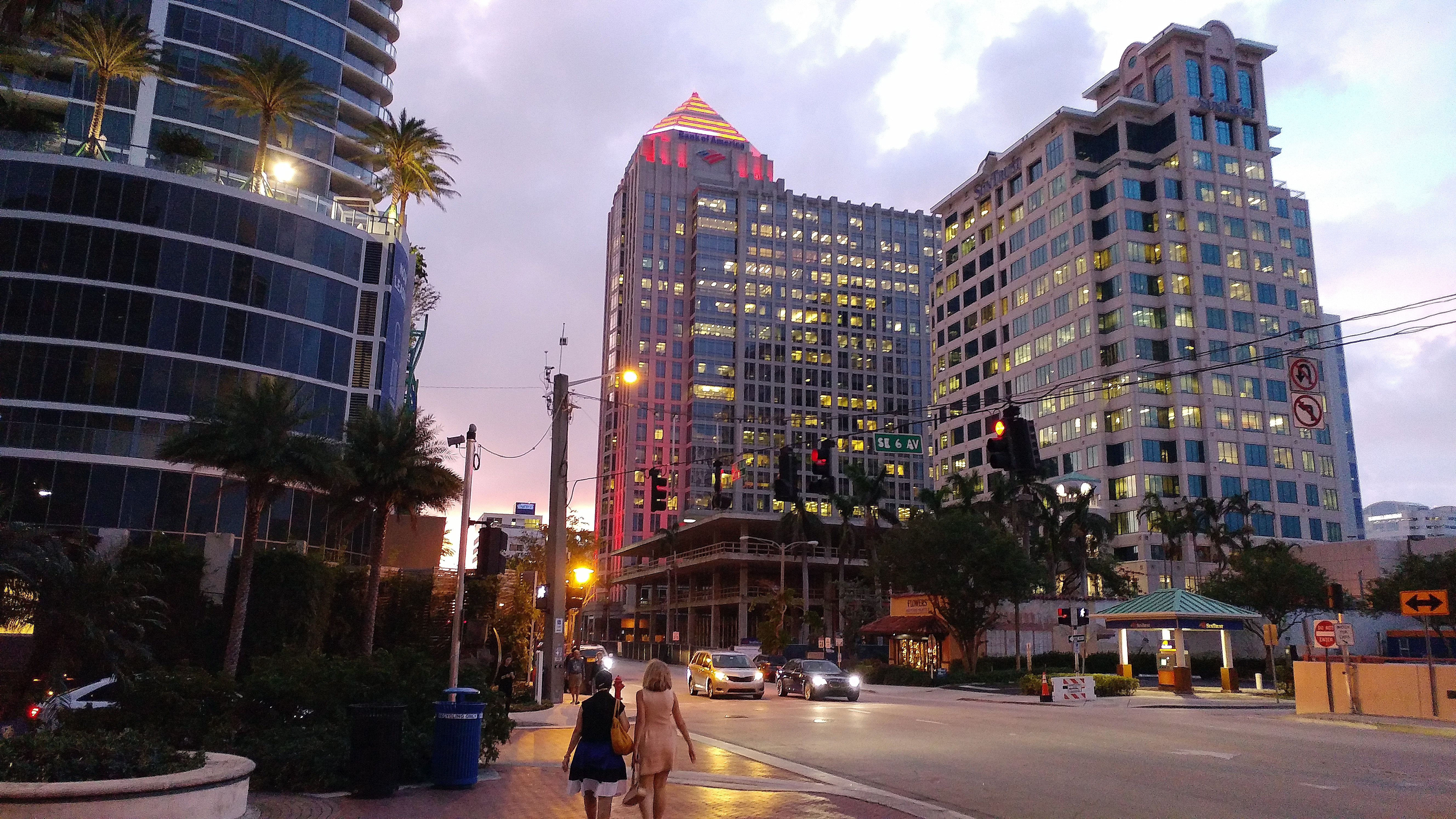
劳德代尔堡的中央商务区是佛罗里达州南部第二大商务区，仅次于迈阿密

劳德代尔堡的经济随着时间的推移而多样化。从20世纪40年代到80年代，这座城市被称为大学生的春假目的地。然而，随着这座城市现在吸引了更富有的游客，大学生群体已经减少了。游轮和航海娱乐为旅游业带来的大部分收入提供了基础。海滩以西和市中心东南部有一个会议中心，面积为60万平方英尺（55,742平方米），包括一个20万平方英尺的主展厅（18,581平方米）。该市每年1000万游客中约有30%参加该中心的会议。
市中心地区，特别是拉斯奥拉斯大道周围，从2002年开始首次进行重建，现在拥有许多新的酒店和高层公寓开发项目。该市的中央商务区是布劳沃德县最大的市中心，尽管该县还有其他城市拥有商业中心。办公楼和高层建筑包括：Las Olas River House、Las Olas Grand、110 Tower（前身为AutoNation Tower）、美国银行广场、One Financial Plaza、布劳沃德金融中心、One East Broward Boulevard、巴内特银行广场、PNC Center、新河中心、One Corporate Center、SunTrust Centre、101 Tower和SouthTrust Tower。
劳德代尔堡是游艇的主要制造和维护中心。划船业为该县创造了109,000多个工作岗位。凭借其众多的运河，以及靠近巴哈马群岛和加勒比海，它也是一个受欢迎的游艇度假胜地，也是42,000艘船的母港，以及大约100个游艇码头和船厂。此外，一年一度的劳德代尔堡国际游艇展是世界上最大的游船展，每年有超过12.5万人来到这座城市。

### 主要雇主
| 雇主           | 雇员人数 |
| -------------- | -------- |
| AutoNation     | 3,000    |
| 思杰           | 1,700    |
| Kaplan         | 1,291    |
| Rick Case      | 905      |
| 《太阳先驱报》 | 897      |

## 政治

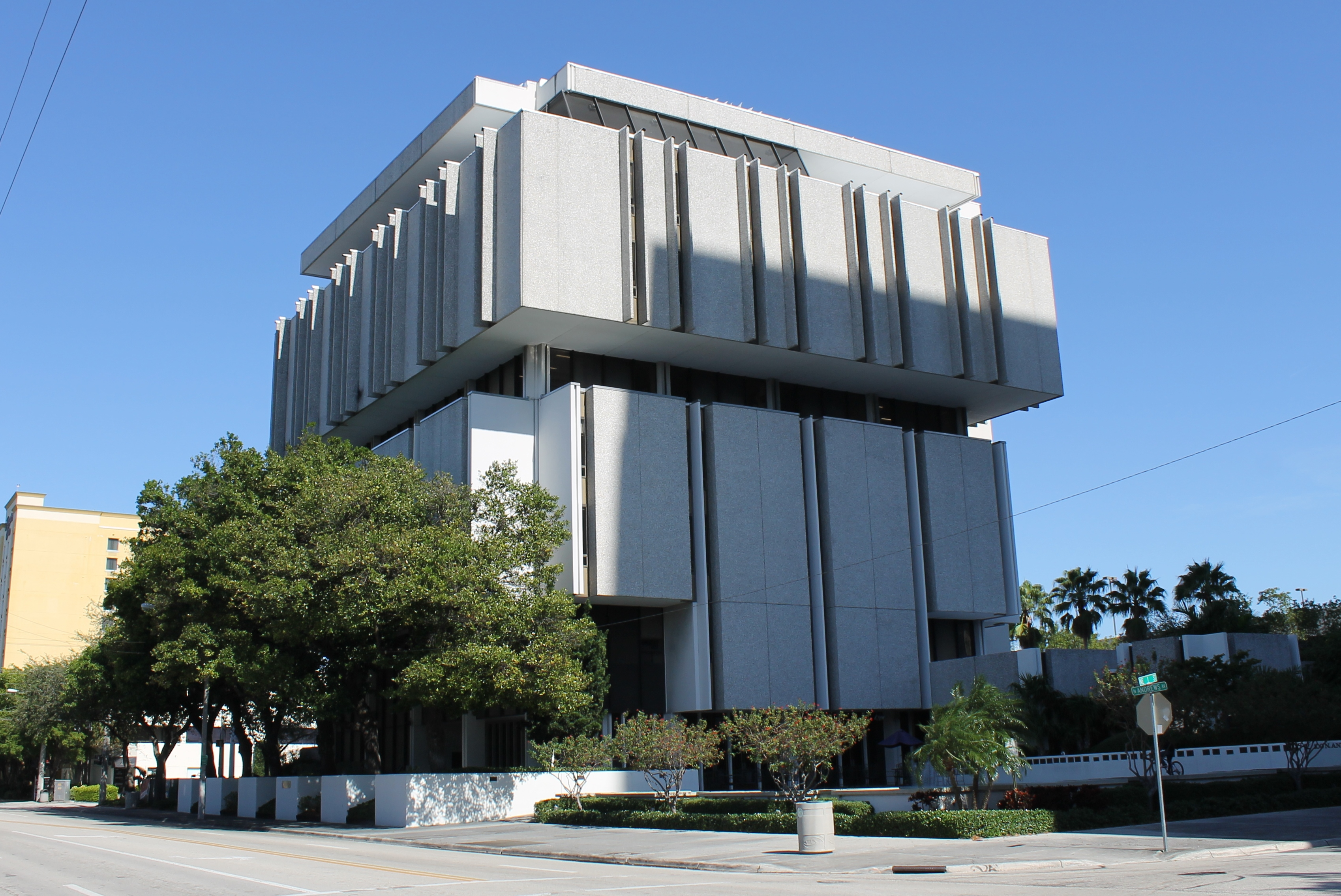
劳德代尔堡市政厅

劳德代尔堡实行议会-经理制政府。城市政策由五名民选成员组成的城市委员会制定：市长和四名区委员会成员。1998年，市政法规进行了修订，以限制市长任期。劳德代尔堡市长现在任期三年，不能连任三届以上。现任市长是迪恩·特兰泰利斯，他于2018年接替杰克·塞勒。任职时间最长的市长是吉姆·诺格尔，他从1991年到2009年任职。行政职能由市委员会任命的城市经理执行。劳德代尔堡消防救援部门提供消防和紧急医疗服务。
1911年，劳德代尔堡市议会任命柯西·古德布雷德为第一位市元帅。1920年被任命为元帅的G·D·坦布罗克是第一个获得警察局长头衔的人。1924年至1926年间，劳德代尔堡警察局的规模从两名警官增加到26名警官。斯科特·以色列后来担任布劳沃德县警长和奥帕洛卡警察局长，1979年至2004年在劳德代尔堡警察局工作。截至2022年，该部门有499名警察。

## 文化艺术

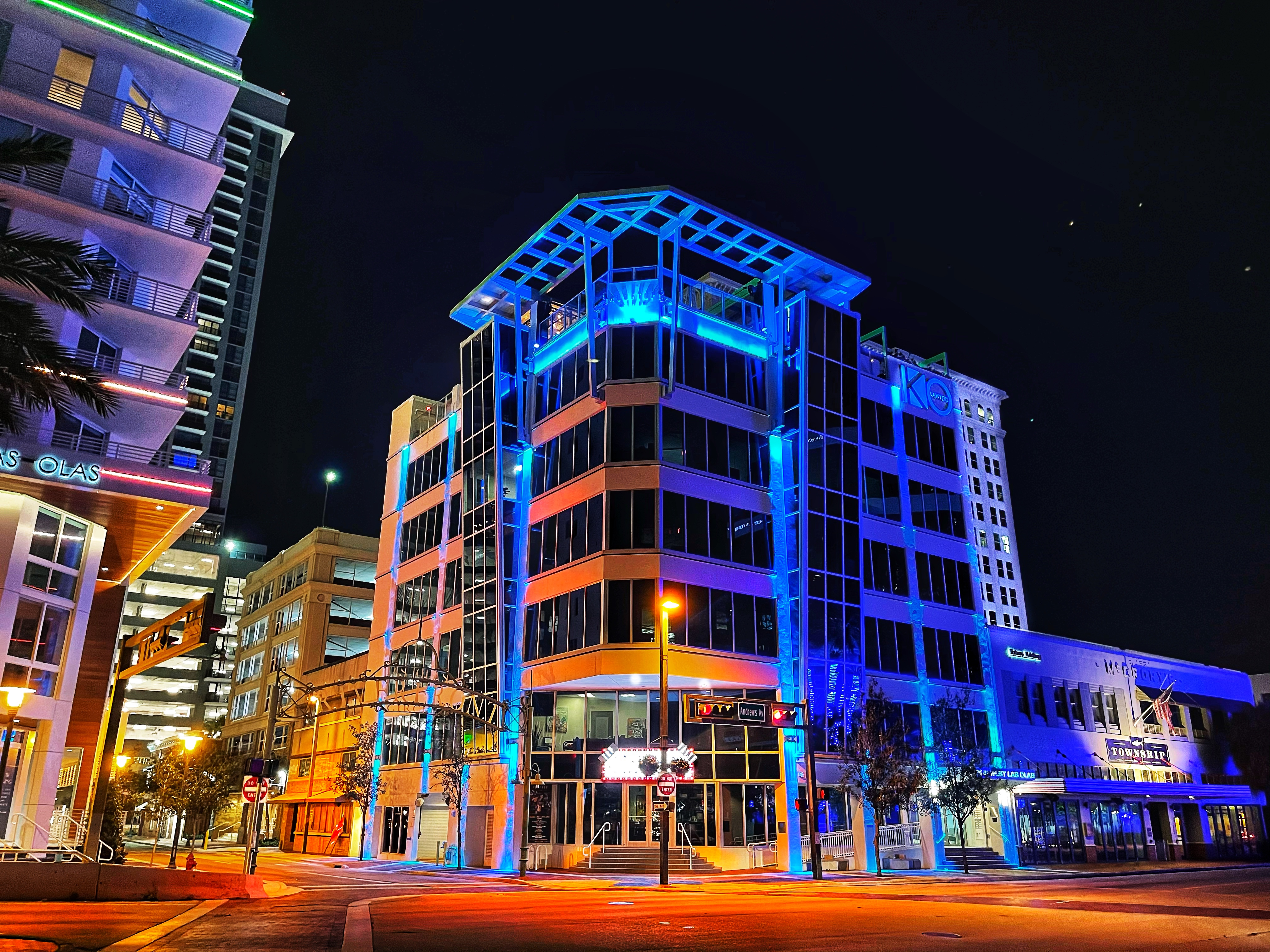
市区夜景

与佛罗里达州的许多地区一样，这座城市的人口也有很强的季节性变化，因为来自美国北部、加拿大和欧洲的“雪鸟族”会在佛罗里达州度过冬季和春季。这座城市以其海滩、酒吧、夜总会而闻名，早在20世纪60年代和70年代，它就曾是数万名大学生的春假地点。然而，自20世纪80年代中期以来，该市通过了严格的法律，旨在防止20世纪70年代和80年代发生的混乱，从而阻止大学生前往该地区。1985年春假期间，该市估计有35万名大学游客；到1989年，这一数字已降至约20,000人。自20世纪90年代以来，劳德代尔堡越来越多地迎合那些季节性或全年寻求度假生活方式的人，并且经常是许多专业场所、音乐会和艺术展的主办城市。
劳德代尔堡的艺术和娱乐区，也被称为河滨艺术与娱乐区，沿着拉斯奥拉斯大道从东向西延伸，从海滩到市中心。该区位于布劳沃德表演艺术中心的西侧，贯穿整个城市，到达拉斯奥拉斯和A1A的交叉口。这个十字路口是劳德代尔堡海滩的“归零地”，也是1960年电影《男孩们在哪里》中出现的Elbo Room酒吧的所在地，这在很大程度上促成了该市以前作为春假圣地的声誉。该市及其郊区拥有4100多家餐厅和120多家夜总会，其中许多位于艺术和娱乐区。这座城市也是1986年电影《领航员的飞行》的取景地，也是一年一度的兰格拉多音乐节的举办地。根据大劳德代尔堡会议和游客局的数据，2013年，该县接待了约130万LGBT游客，他们在该地区的餐馆、酒店、景点和商店花费了约15亿美元。

### 电影节
劳德代尔堡国际电影节自1986年以来每年举办一次。

### 景点

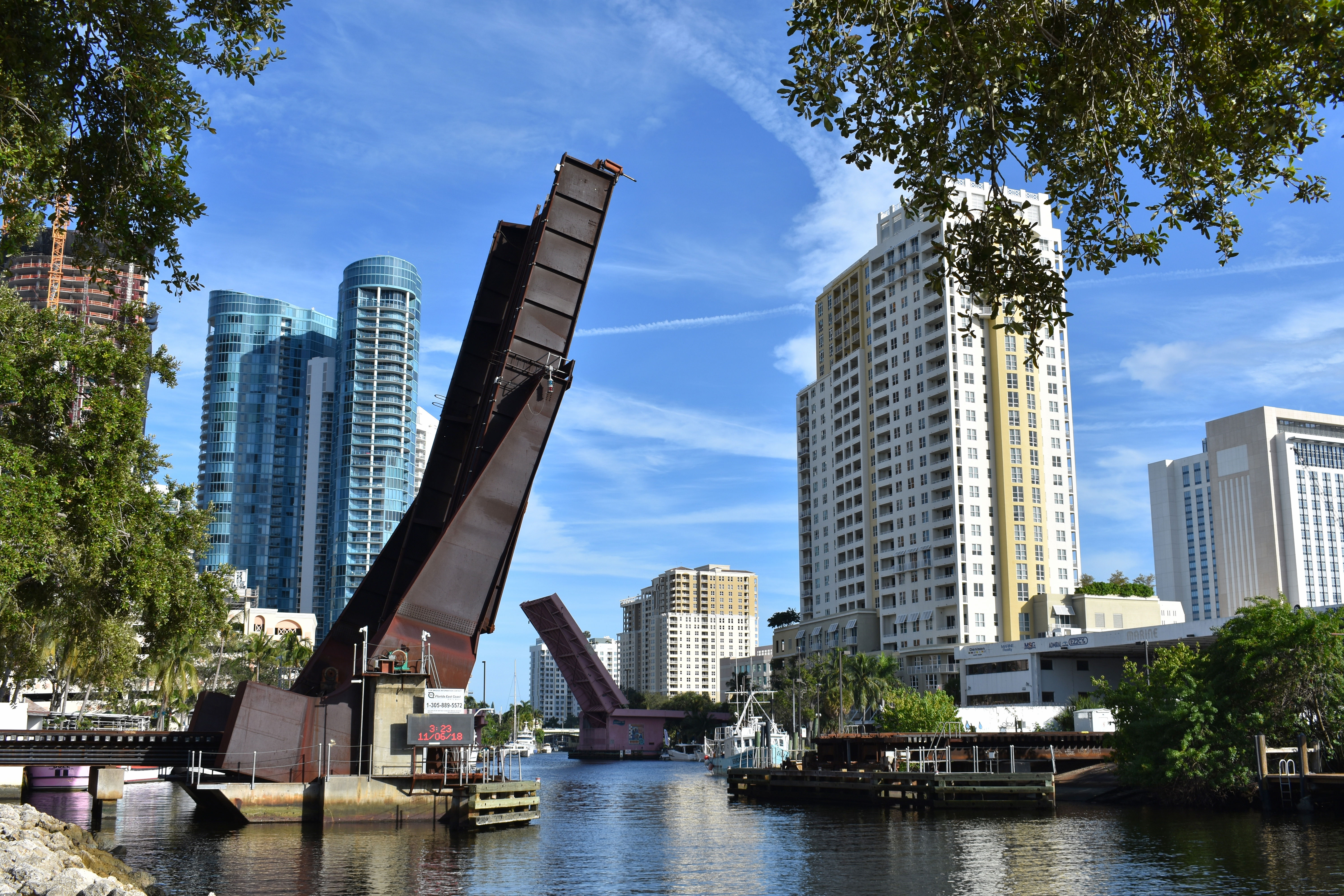
新河湾区是劳德代尔堡的人气景点

休·泰勒·伯奇州立公园（Hugh Taylor Birch State Park）是一个占地180英亩（0.73平方公里）的公园，沿着海滩分布，有自然步道、露营和野餐区、划独木舟，并设有泰拉玛游客中心，展出有关公园生态系统的展品。休·泰勒·博奇于1893年来到佛罗里达州。他以每英亩约1美元的价格购买了海滨房产，最终拥有了3.5英里长的海滨。邦尼特之家是美国佛罗里达州劳德代尔堡的一座历史悠久的住宅。邦尼特之家的现代历史始于1919年，当时伯奇将邦尼特之家作为结婚礼物送给了他的女儿海伦和她的丈夫芝加哥艺术家弗雷德里克·克莱·巴特莱特。该遗址于1984年被列入国家历史名胜名录，并于2002年被劳德代尔堡市宣布为历史地标。
美国1号公路上的亨利·E·金尼隧道是佛罗里达州唯一一条州际公路上的隧道。它建于1960年，全长864英尺（263米），在新河和拉斯奥拉斯大道下方行驶。
劳德代尔堡市中心的河滨艺术和娱乐区距离海滩仅几分钟路程，那里有文化景点、商店、公园和餐馆。沿着河滨步道的砖砌蜿蜒长廊，游客可以欣赏到许多景点，如：布劳沃德表演艺术中心；探索与科学博物馆，附属的AutoNation 3D IMAX影院；佛罗里达大歌剧院；劳德代尔堡历史中心；斯特拉纳汉故居；以及艺术博物馆。
拉斯奥拉斯大道是劳德代尔堡市中心的一条热门大道，从中央商务区的安德鲁斯大道延伸到A1A和劳德代尔堡海滩。这条大道是当地人和游客的热门景点，地理位置优越，靠近劳德代尔堡海滩、劳德代尔堡好莱坞国际机场和埃弗格雷斯港。它被认为是南佛罗里达州建筑风格最独特、最正宗、最不拘一格的购物和餐饮区。
除了博物馆、海滩和夜生活，劳德代尔堡还拥有：劳德代尔堡交换商店，一个大型室内/室外跳蚤市场，以及世界上最大的汽车影院，有13个屏幕；北伍德劳恩公墓，位于95号州际公路以东日出大道附近的一座非裔美国人公墓，于2017年被列入国家史迹名录；劳德代尔堡加略山教堂，劳德代尔堡的福音派大教堂；和一年一度的劳德代尔堡国际游艇展，展出了近500艘船只、游艇和大型游艇。

## 体育
劳德代尔堡的洛克哈特体育场是劳德代尔堡前锋队的主场，该队参加了北美足球联赛的最新赛事（2011年赛制）。它是老劳德代尔堡前锋队的所在地，该队曾参加过北美足球联赛的前一个赛事（1968年赛制）。1998年至2001年，美国职业足球大联盟的迈阿密熔合队在这座体育场进行了主场比赛。2003年至2010年，佛罗里达大西洋大学猫头鹰足球队在洛克哈特体育场进行了主场比赛。
劳德代尔堡战鱿队参加了美国澳式足球联盟的比赛。
纽约洋基队、巴尔的摩金莺队和堪萨斯市皇家队曾在劳德代尔堡体育场进行春季训练。
劳德代尔堡也是劳德代尔堡水上运动综合体的所在地，该综合体位于国际游泳名人堂。它包含两个25码（23米）乘50米的比赛池，以及一个20码乘25码（23m）的跳水池。该综合体对劳德代尔堡居民开放，自1965年开放以来，也被用于许多不同的国家和国际比赛。从1966年凯蒂·鲍尔的100米蛙泳到2002年迈克尔·菲尔普斯的400米个人混合泳，共创造了10项世界纪录。
DRV PNK体育场于2020年开放，是迈阿密国际CF二队（当时名为劳德代尔堡CF）的主场，该球场从2020年到2021年参加美国足球甲级联赛，从2022年开始参加MLS Next Pro，也是2020年美国职业足球大联盟扩张球队迈阿密国际CF的临时主场，直到迈阿密自由公园球场完工。
战争纪念礼堂自1950年开业以来，一直举办职业摔跤、拳击和混合武术表演。2019年，佛罗里达美洲豹与该场地签署了一份为期50年的租约，计划对其进行翻修并增加曲棍球设施。

## 教育
根据2000年的人口普查数据，该市25岁或以上人口中有79.0%是高中毕业生，略低于全国80.4%的数字。此外，27.9%的人至少持有学士学位，略高于全国24.4%的数字。布劳沃德县公立学校在劳德代尔堡经营着23所公立学校。劳德代尔堡公立学校2007年佛罗里达州综合评估测试（FCAT）的结果喜忧参半；16所小学中的10所和4所中学中的1所获得了“A”或“B”的成绩，而桑兰公园小学和亚瑟·阿什中学的成绩不及格。博伊德·安德森高中位于劳德代尔湖，但其上课区包含劳德代尔堡的一部分，该高中也获得了不及格的成绩。这三所失败的学校在四年内都没有两次失败，因此引发佛罗里达州教育计划中的“机会奖学金计划”择校条款。
十所高等院校在该市设有主校区或卫星校区：
- 劳德代尔堡艺术学院
- 布劳沃德学院（威利斯·霍尔孔贝市中心）
- 城市学院
- 安柏瑞德航空大学（卫星校区）
- 佛罗里达大西洋大学（卫星校区）
- 佛罗里达国际大学（卫星校区）
- 凯瑟大学
- 泽西学院
- 新星东南大学
- 凤凰城大学（塞普勒斯克里克学习中心）

此外，位于爱荷华州达文波特的卡普兰大学办公总部和学术支持中心也在该市。

## 媒体
劳德代尔堡有英语报纸《南佛罗里达太阳哨兵报》和《迈阿密先驱报》，西班牙语报纸《哨兵报》、《新先驱报》和另一家报纸《新时代布劳沃德棕榈滩报》。

## 交通

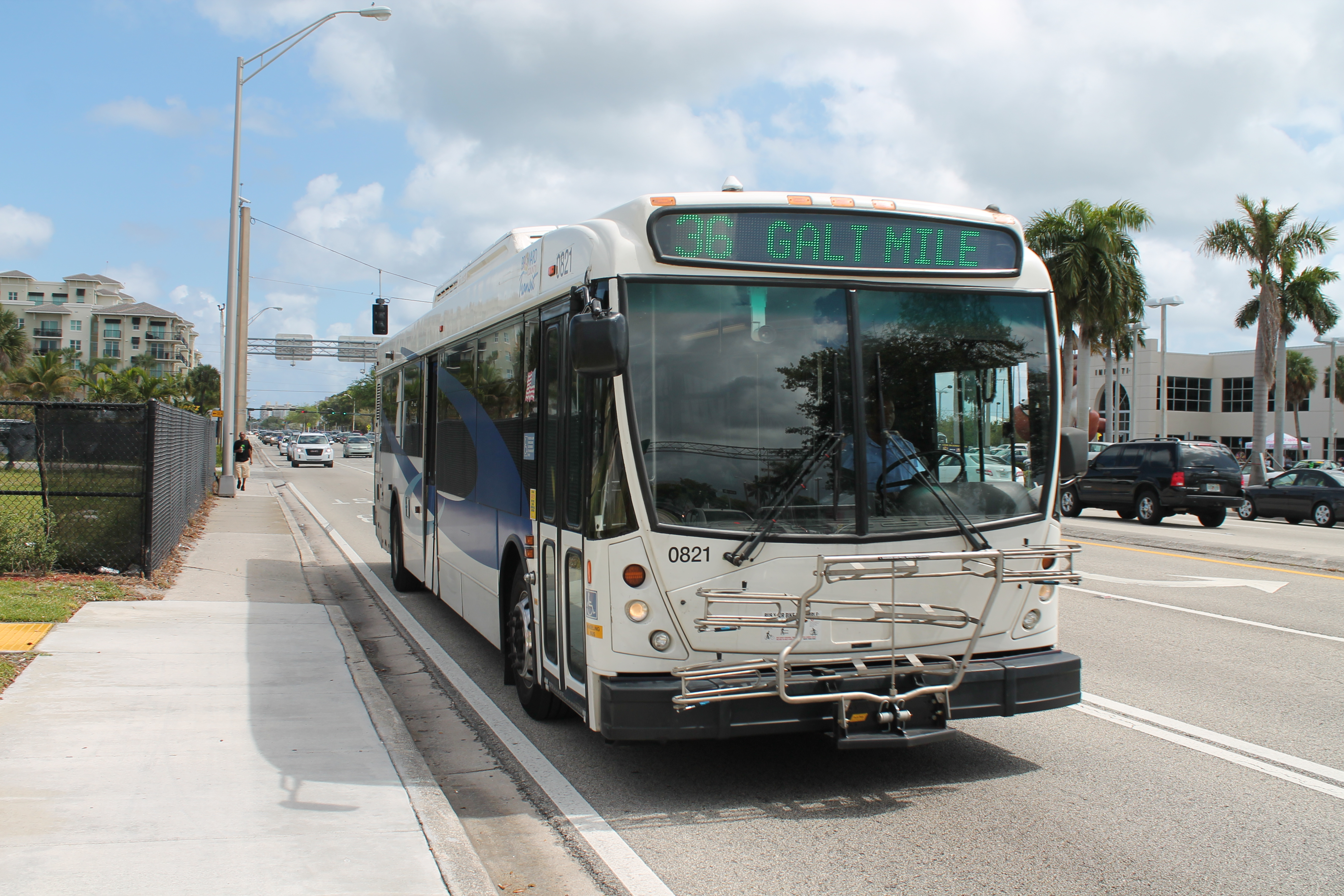
布劳沃德县公交系统（BCT）的巴士

布劳沃德县公交系统（BCT）提供当地的公交运输服务。BCT提供与大都市区其他地区的公交系统的连接：戴德县的Metrobus和棕榈滩县的Palm Tran。三县铁路是一个通勤铁路系统，连接佛罗里达州南部的主要城市和机场。2006年11月，布劳沃德县选民拒绝旨在为轻轨和公交系统扩建等交通项目提供资金的每百分之一的销售税上调。The Wave是一个耗资1.25亿美元的2.7英里（4.3公里）的新电动有轨电车系统，正在市中心规划。大部分建设资金将来自联邦（6250万美元）、州（3700万美元）和城市纳税人（1050万美元），其中约1500万美元来自市中心发展局内的房产评估。布劳沃德县（BCT）承诺在前10年运营该系统，预计年成本为200万美元，并保证有资金弥补乘客收入的任何缺口。每英里5000万美元的建设成本远高于其他最近建造的有轨电车项目，部分原因是在第三大道吊桥上建造电动交通系统的挑战。但该项目于2018年被市和县取消。
太阳电车是一种公共汽车服务，在劳德代尔堡和布劳沃德县周围运行公共汽车（被称为streetcars，美式有轨电车）。

### 客运铁路
光亮线在劳德代尔堡有一个车站，每天有多趟火车连接迈阿密和西棕榈滩。最近完成了将线路从西棕榈滩延伸到奥兰多的施工。
三县铁路还提供棕榈滩县、布劳沃德县（包括劳德代尔堡的两个车站）和迈阿密戴德县之间的每日通勤服务，并设有数十个当地车站。Amtrak每天提供通过劳德代尔堡站连接大西洋沿岸城市的银陨号和银星号线路的长途客运服务。

### 机场

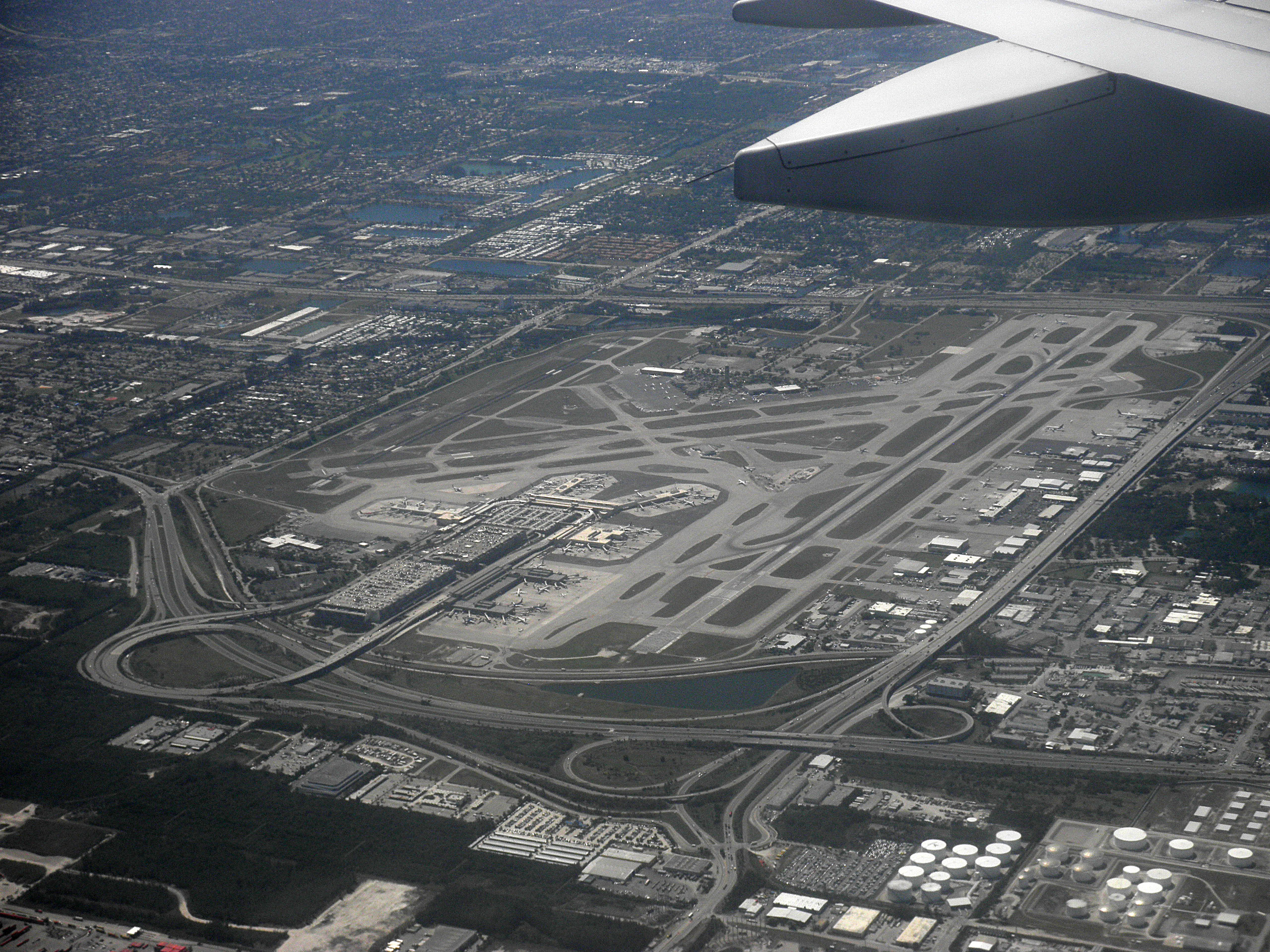
劳德代尔堡-好莱坞国际机场

劳德代尔堡-好莱坞国际机场位于佛罗里达州达尼亚海滩附近，是该市的主要机场，也是截至2005年该国增长最快的主要机场。这在一定程度上是由于精神航空公司、捷蓝航空公司、西南航空公司和银色航空公司等低成本航空公司的服务，导致机票价格低于附近的迈阿密国际机场。
劳德代尔堡好莱坞是加勒比海和拉丁美洲新兴的国际门户。迈阿密国际机场和棕榈滩国际机场也为该市提供服务。

### 航道
劳德代尔堡是美国第三繁忙的游轮港口埃弗格雷斯港的所在地。它是佛罗里达州最深的港口，也是不可或缺的石油接收点。劳德代尔堡有定期的国际客运渡轮服务，由巴雷阿利亚加勒比公司运营，前往巴哈马大巴哈马岛弗里波特。

### 公路

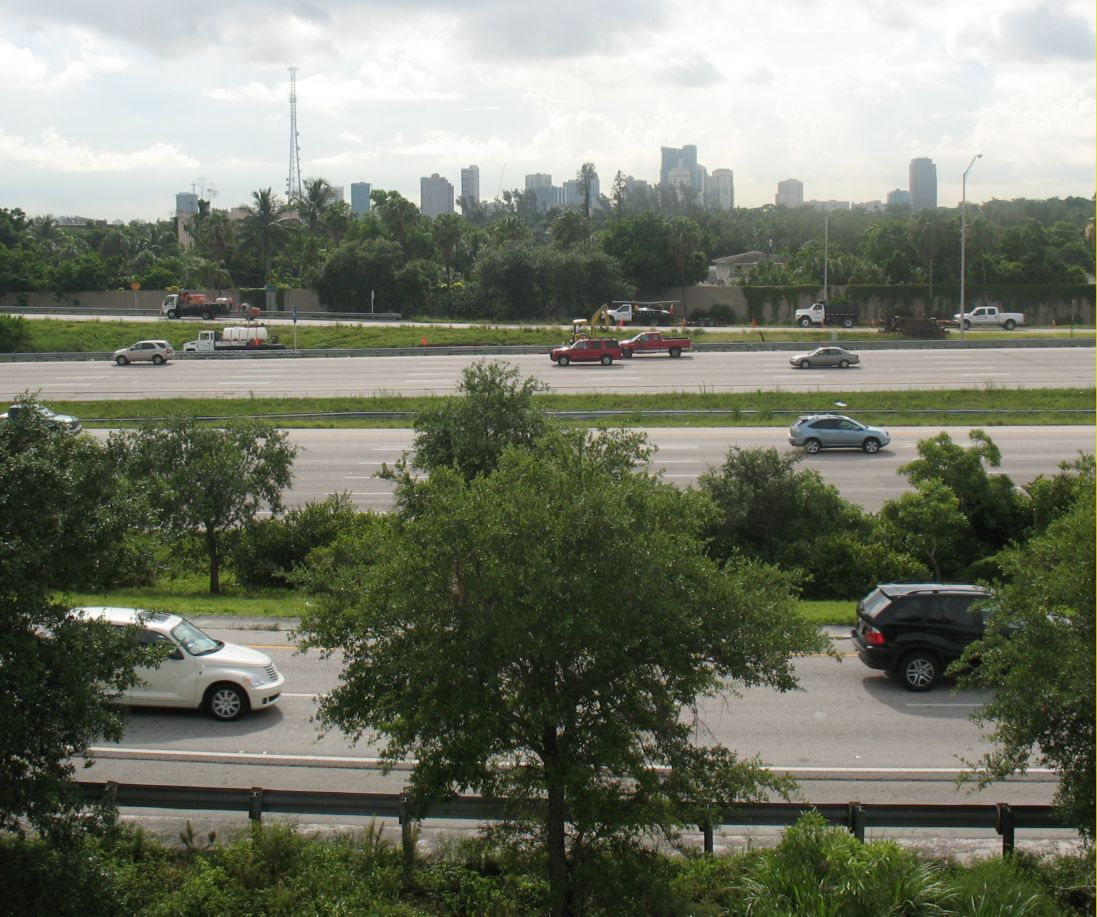
穿过劳德代尔堡的95号州际公路（I-95），背景是劳德代尔堡的天际线

布劳沃德县有三条主要的州际公路（I-75、I-95、I-595）和美国国道，如1号国道、27号国道和441号国道。I-95和I-595/SR 862之间的立交桥被称为彩虹立交桥。它还由佛罗里达州的收费公路和869号州道（也称为锯草高速公路）提供服务。

## 医疗健康
劳德代尔堡由布劳沃德综合医疗中心和帝国点医疗中心提供服务，这两个中心由美国第三大医院联盟布劳沃德健康公司运营。布劳沃德综合医院是一家拥有716张床位的急性护理机构，被指定为一级创伤中心。这里也是克里斯·埃弗特儿童医院和心脏卓越中心的所在地。该医院是诺瓦东南大学骨科医学院医学生以及整个地区护理和辅助医护人员项目的主要培训场所。
帝国点医疗中心是一个拥有204张床位的设施，有高压医学项目。圣十字医院是一家由慈善修女会运营的571张床位的医院，被HealthGrades评为2007年全国50家最佳医院之一。

## 友好城市
劳德代尔堡的姊妹城市包括：
- 加纳阿戈戈
- 巴西贝洛奥里藏特
- 海地海地角
- 澳洲戈尔德科斯特
- 以色列海法
- 委内瑞拉玛格丽塔岛
- 多米尼加拉羅馬納
- 阿根廷马德普拉塔
- 哥伦比亚麦德林
- 土耳其穆拉
- 巴拿马巴拿马城
- 哥斯达黎加克波斯
- 意大利里米尼
- 巴西貝洛奧里藏特
- 英国塞夫顿
- 意大利威尼斯
- 台灣高雄市

## 备注
1. ↑  前锋队在2017年遭遇法律纠纷而解散，后来在该队梯队的基础上成立了迈阿密国际。